# Michele Mastellari
 (juillet 2018).
Michele Mastellari est un peintre italien spécialiste de la quadratura, qui fut actif au milieu du XIXe siècle à Bologne.

## Biographie
Michele Mastellari travaille souvent avec son frère Francesco (né en 1830). Il peint à la tempera, pour le Teatro Contavalli et le Teatro Comunale. Il peint le plafond de l'église de San Benedetto, la Chiesa degli Angeli, San Sigismondo, le presbytère de l'église de Santa Maria del Soccorso, la chapelle principale de Santa Maria Maggiore et la coupole et le transept de San Procolo. Francesco est connu pour avoir peint les 2e et 3e chapelles de l'église de la Misericordia fuori Porta Castiglione.